# Lista de consortes da Baviera
Este artigo lista os indivíduos que, a seu dado tempo de casamento, foram os consortes do soberano da Baviera. Ao longo da história da região, o trono bávaro como Estado soberano foi considerado um Ducado, Eleitorado e um Reino, o que se reflete na alteração dos títulos dos nobres listados. Desde a elevação da região a eleitorado semiautônomo integrante do Sacro Império Romano-Germânico, a primeira consorte de um soberano bávaro foi Isabel de Lorena, de origem franco-italiana e oriunda da Casa de Lorena. Isabel ascendeu ao título através de seu casamento com Maximiliano I em 1595 e, no entanto, não gerou herdeiros diretos. Maria Teresa de Áustria-Este foi a última consorte real bávara, através de seu casamento com Luís III da Baviera, o último monarca bávaro soberano. Luís III foi deposto durante a Revolução Germânica de 1918 e o reino integrado à República Alemã.

## Consortes da Baviera

### Eleitoras-Consorte da Baviera
| Nome                                                               | Imagem                                            | Nascimento             | Casamento e descendência                             | Morte                   |
| ------------------------------------------------------------------ | ------------------------------------------------- | ---------------------- | ---------------------------------------------------- | ----------------------- |
| Isabel 15 de outubro de 1597 – 4 de janeiro de 1635                | Isabel de Lorena, Eleitora-Consorte da Baviera    | 9 de outubro de 1574   | Maximiliano I 9 de fevereiro de 1595 Sem filhos      | 4 de janeiro de 1635    |
| Maria Ana 15 de julho de 1635 – 27 de setembro de 1651             | Maria Ana, Eleitora-Consorte da Baviera           | 13 de janeiro de 1610  | Maximiliano I 15 de julho de 1635 2 filhos           | 25 de setembro de 1665  |
| Henriqueta Adelaide 27 de setembro de 1651 – 13 de junho de 1676   | Henriqueta Adelaide, Eleitora-Consorte da Baviera | 6 de novembro de 1636  | Fernando Maria 8 de dezembro de 1650 4 filhos        | 13 de junho de 1676     |
| Maria Antónia 15 de julho de 1685 – 24 de dezembro de 1692         | Maria Antónia, Eleitora-Consorte da Baviera       | 18 de janeiro de 1669  | Maximiliano Emanuel II 15 de julho de 1685 3 filhos  | 24 de dezembro de 1692  |
| Teresa Cunegunda 2 de janeiro de 1695 – 26 de fevereiro de 1726    | Teresa Cunegunda, Eleitora-Consorte da Baviera    | 4 de março de 1676     | Maximiliano Emanuel II 2 de janeiro de 1695 9 filhos | 10 de março de 1730     |
| Maria Amália 26 de fevereiro de 1726 – 20 de janeiro de 1745       | Maria Amália, Eleitora-Consorte da Baviera        | 22 de outubro de 1701  | Carlos Alberto I 5 de outubro de 1722 5 filhos       | 11 de dezembro de 1756  |
| Maria Ana Sofia 9 de julho de 1747 – 30 de dezembro de 1777        | Maria Ana Sofia, Eleitora-Consorte da Baviera     | 29 de agosto de 1728   | Maximiliano III José 9 de julho de 1747 filhos       | 17 de fevereiro de 1797 |
| Isabel Augusta 30 de dezembro de 1777 – 17 de agosto de 1794       | Isabel Augusta, Eleitora-Consorte da Baviera      | 17 de janeiro de 1721  | Carlos Teodoro 17 de janeiro de 1742 1 filho         | 17 de agosto de 1794    |
| Maria Leopoldina 15 de fevereiro de 1795 – 16 de fevereiro de 1799 | Maria Leopoldina, Eleitora-Consorte da Baviera    | 10 de dezembro de 1776 | Carlos Teodoro 15 de fevereiro de 1795 Sem filhos    | 23 de junho de 1848     |
| Carolina 16 de fevereiro de 1799 – 1 de janeiro de 1806            | Carolina, Eleitora-Consorte da Baviera            | 13 de julho de 1776    | Maximiliano I José 9 de março de 1797 6 filhos       | 13 de novembro de 1841  |

### Rainhas da Baviera
| Nome                                                       | Imagem                                   | Nascimento            | Casamento e descendência                       | Morte                  |
| ---------------------------------------------------------- | ---------------------------------------- | --------------------- | ---------------------------------------------- | ---------------------- |
| Carolina 1 de janeiro de 1806 – 13 de outubro de 1825      | Carolina, Rainha-Consorte da Baviera     | 13 de julho de 1776   | Maximiliano I José 9 de março de 1797 6 filhos | 13 de novembro de 1841 |
| Teresa 13 de outubro de 1825 – 20 de março de 1848         | Teresa, Rainha-Consorte da Baviera       | 8 de julho de 1792    | Luís I 12 de outubro de 1810 8 filhos          | 26 de outubro de 1854  |
| Maria 20 de março de 1848 – 10 de março de 1864            | Maria, Rainha-Consorte da Baviera        | 15 de outubro de 1825 | Maximiliano II 12 de outubro de 1842 2 filhos  | 17 de maio de 1889     |
| Maria Teresa 5 de novembro de 1913 – 7 de novembro de 1918 | Maria Teresa, Rainha-Consorte da Baviera | 2 de julho de 1849    | Luís I 20 de fevereiro de 1868 14 filhos       | 3 de fevereiro de 1919 |